# Амаґі (авіаносець)
Амаґі (яп. 天城) — японський важкий авіаносець типу «Унрю» часів Другої світової війни.

## Бойове використання
Після вводу в експлуатації в серпні 1944 року авіаносець увійшов до складу 1-ї дивізії авіаносців. Використовувався обмежено, у Внутрішньому морі, для транспортування літаків та підготовки екіпажів, як правило, на малих швидкостях, для економії палива.
15 лютого 1945 року «Амаґі» прибув в Куре, де приєднався до «Кацураґі». 19 березня під час нальоту американської авіації зазнав незначних пошкоджень — були пошкоджені 127-мм гармата та кормовий підйомник. Проте 20 квітня «Амаґі» був переведений в резерв, на ньому був скорочений екіпаж.

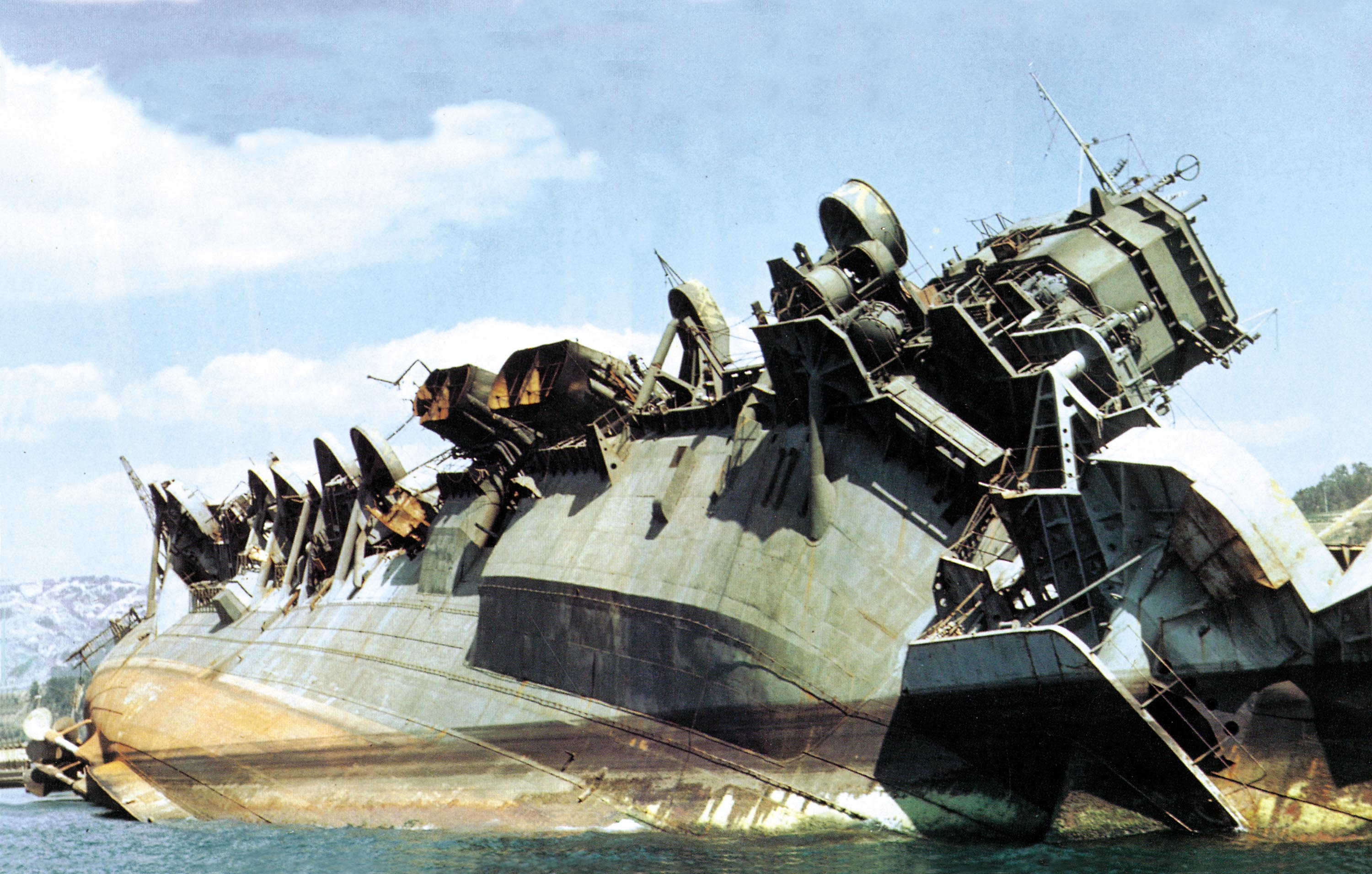
«Амаґі» в 1946 році

24 червня під час нальоту американської авіації на Куре по кораблю завдали удару 30, а потім ще 20 літаків. Одна бомба влучила в середню частину між літако-підйомниками та вибухнула на верхній ангарній палубі. Вибухом були пошкоджена ангарна палуба, польотна палуба була пошкоджена на значній довжині, а секція довжиною приблизно 60 м була зруйнована, затоплене кормове машинне відділення; від близького вибуху біля лівого борту корпус зазнав серйозних руйнувань, декілька котельнь були затоплені; від близького вибуху біля правого борту в носовій частині затоплений погріб авіаційного боєзапасу; в польотну палубу біля надбудови влучив реактивний снаряд. Проте надходження води вдалось зупинити, і, незважаючи на затоплення, небезпеки загибелі корабля не було.
28 липня під час чергового повітряного рейду на Куре авіаносець був атакований двома групами по 30 палубних літаків та 11 бомбардувальниками B-24. В результаті нальоту в корабель влучила одна бомба в середню частину польотної палуби, численні близькі вибухи призвели до руйнування підводної частини корпусу, нових затоплень та крену на лівий борт. До 10.00 29 липня «Амаґі» з креном 70° ліг на ґрунт. Екіпаж покинув корабель, все придатне обладнання було зняте.
10 листопада 1945 року авіаносець був виключений зі списків флоту. В 1947 році корпус було піднято та продано на злам.